# 中尾昌文
中尾 昌文（なかお まさふみ、1968年（昭和43年）8月18日 - ）は、愛知県出身のソングライター、編曲家、キーボーディスト、マニピュレーター。

## 概要
1980年代の終わりに上京。好きなことを活かしてMacによる音楽制作を始めてマニピュレーターとしてのキャリアをスタート。1990年代に入り、打ち込み等の需要が増えたことで数々の音楽制作に関わると同時に、多数のアーティストのステージに、サポートとして参加。以後マニピュレーター以外にも作詞・作曲・編曲活動に精力的に取り組み、より仕事の幅を広げている。

## バンド活動
- Inc.Loose
- CANDY ZIG XXX

## サポート・アーティスト
TUBE、浜田麻里、WANDS、DIE IN CRIES、酒井ミキオ、栗林誠一郎、Vinyl、NAOKI、LAZY KNACK、永井真人 WILD&DELICATES、HybriD、崎田樹会、浅岡雄也、Every Little Thing